# کومو اوکروکانا
کومو اوکروکانا (به لاتین: Kvemo Okrokana) یک منطقهٔ مسکونی در گرجستان است که در شهرداری کازبگی واقع شده‌است. کومو اوکروکانا ۱ نفر جمعیت دارد و ۲٬۰۰۰ متر بالاتر از سطح دریا واقع شده‌است.